# Nashville South Stars
Die Nashville South Stars waren ein US-amerikanisches Eishockeyfranchise der Atlantic Coast Hockey League in Nashville, Tennessee. 

## Geschichte
Die Nashville South Stars wurden 1981 als Farmteam der Minnesota North Stars aus der National Hockey League gegründet. In ihrer Premierenspielzeit, der Saison 1981/82, spielten die South Stars in der Central Hockey League und wurden vom ehemaligen kanadischen NHL-Spieler Gene Ubriaco trainiert. Nachdem die Kooperation mit dem NHL-Team beendet wurde, wechselten die Nashville South Stars zur Saison 1982/83 in die Atlantic Coast Hockey League. In dieser belegten sie in ihrer ersten Spielzeit den sechsten und somit letzten Platz nach der regulären Saison. Während der folgenden Spielzeit wurde die Mannschaft noch während der laufenden Saison nach Vinton, Virginia, umgesiedelt und änderte ihren Namen in Virginia Lancers. 
Die Lücke, die die Nashville South Stars in der Stadt hinterließen, wurde von den Nashville Knights gefüllt, die von 1989 bis 1996 an der East Coast Hockey League teilnahmen. 

## Saisonstatistik
Abkürzungen: GP = Spiele, W = Siege, L = Niederlagen, T = Unentschieden, OTL = Niederlagen nach Overtime SOL = Niederlagen nach Shootout, Pts = Punkte, GF = Erzielte Tore, GA = Gegentore, PIM = Strafminuten
| Saison  | GP | W  | L  | T | OTL | SOL | Pts | GF  | GA  | Platz     | Playoffs                       |
| 1981–82 | 80 | 41 | 35 | 4 | —   | —   | 86  | 313 | 319 | 4., North | Niederlage in der ersten Runde |
| 1982–83 | 58 | 11 | 43 | 4 | —   | —   | 28  | 239 | 389 | 6., ACHL  | nicht qualifiziert             |
| 1983–84 | 73 | 34 | 37 | 2 | —   | —   | 71  | 384 | 400 | 3., ACHL  | Niederlage in der ersten Runde |

## Bekannte Spieler
- Mike Antonovich
- Don Beaupre
- Daniel Poulin
- Bob Suter
- Warren Young
- Tom Younghans